# Statul Qaraqoyunlu
Qaraqoyunlu (Oaia neagră după steagul tribului), sau Karakoyunlu (Karakoiunlu), a fost un stat turcomano șiit medieval din Asia de Sud-Vest, care a axistat aproximativ între anii 1375 – 1468. În acest stat se vorbea în oghuza estică, cunoscută actual precum turcă.
Suverani:
- 1410-1420 Qara Yusif
- 1420-1436 Qara Isgander
- 1436-1467 Djahanșah
- 1467-1468 Hasan Ali

În anul 1380, conducătorul confederației tribale turcice Qaraqoyunlu, Qara Mahammad' („Mahammad cel Negru”) a ocupat ținuturile din jurul lacului Van. După moartea conducătorului l-a înlocuit fiul lui, Qara Yusif, care imediat s-a înfruntat cu pericolul timurid. În aceeași perioadă în partea sudică a exista statul Djelairid cu capitală în Tabriz (1341-1410). Suveranul acestui stat după anul 1382 era sultanul Ahmad.
În 1386, Tamerlan a ocupat Tabrizul și de acolo a înaintat spre Șirvan, Karabah și Derbend, lăsând în urma sa doar jafuri și distrugeri. Qara Yusif Qaraqoyunlu a încheiat pace cu suveranul djelairid sultan Ahmad, care rămăsese fără țară, impotrivă lui Tamerlan. În 1392, forțele unite ale aliaților au suferit o înfrângere mare și Qara Yusif a fost obligat să părăsească domnia. El a fost un om cu caracter și în 1394 și-a încercat încă o dată șansa, dar în apropierea Bagdadului a fost înfrânt de Tamerlan a doua oară. Căutându-și un loc de azil, sultanii Ahmad și Qara Yusif au fost obligați să se refugieze în Egipt ca să obțină ajutorul sultanului mameluc. Temându-se însă de furia lui Tamerlan, sultanul Egiptului i-a aruncat în temniță.
După moartea lui Tamerlan (1405), sultanul Egiptului îi elibereză pe suveranii refugiați, sultan Ahmad Djelairi și Qara Yusif Qaraqoyunlu. Sultanului djelairid Ahmad, care deja obținuse Bagdadul, mai întâi ocupă Tabrizul. Dar, nici sultanul Ahmad nu a reușit să-și păstreze puterea și Tabrizul a fost ocupat de fiul lui Miranșah, Abu Bakr.Între timp se întărise confederația triburilor turcice Qaraqoyunlu după întoarcerea liderului lor Qara Yusif, care a ocupat o parte din Azerbaidjan.
În 1408, Qara Yusif a câștigat lupta cu fiul lui Tamerlan, Miranșah, în care ultimul a murit. Intrând în oraș, el l-a invitat tot pe Ahmad, sultanul din dinastia gelairidă, fiindcă nu avea legitimitate conform concepțiilor orientale medievale, numai că sultanul nu voia să accepte protectoratul Qaraqoyunlu. Când Qara Yusif a părăsit Tabrizul pentru o altă campanie militară, sultanul năpădind garnizoana sa, cheamă în ajutor pe Șirvanșah. Înainte de a ajunge armata Șirvanului Qara Yusif înfrânge oastea lui Ahmad în apropierea Tabrizului (30 august), unde ultimul a fost ucis, acesta fiind ultimul suveran din dinastiei Djelairizilor (1341-1410). În locul statului respectiv s-a înființat statul Qaraqoyunlu cu capitala în Tebriz (1410-1468). Comandantul armatei Șirvanului, Kayumars, fiul lui Ibrahim I, căzut în prizonierat, a fost eliberat de Qara Yusif, fără nici-o condiție, într-un mod foarte straniu pentru timpul respectiv și bănuindu-l de înțelegere secretă cu suveranul Qaraqoyunlu, Ibrahim I și-a executat pe propriul fiu.
În acești ani situația în Șirvan era mult mai complicată, pentru că moartea lui Tamerlan a oferit oportunitatea îndeplinirii unei necesități istorice, unirea Azerbaidjanului, pentru care confruntau diferiți suverani locali. Qara Yusif, folosind ca motiv executarea lui Kayumars, începe o campanie militară impotrivă Șirvanului. Alianța Șirvanului cu micul stat feudal azer - Șaki și regatul georgian Kahetia, suferă o înfrângere într-o luptă pe malul fluviului Kura (6 noiembrie 1412), adică la granița Șirvanului, de către cavaleria Qaraqoyunlu. Toți suverani aliați, toată aristocrația Șirvanului au căzut prizonieri. Doar în 1413, Ibrahim I în schimbul unui tribut imens, care a fost plătit pe urmă de către starostele breslelor meșteșugărești din Tabriz în fruntea cu Ahi Gassab, se întoarce în țara sa, recunoscundu-se vasalul suveranului Qaraqoyunlu, iar armata de ocupație părăsește Șirvanul.
Qara Yusif planifica să supune total statul Șirvan și să ocupe anumite regiuni din est. Dar, nu s-a realizat visul lui, a murit în 1420, chiar în mod neașteptat în timp ce pleca la război.
În timpul fiului lui Qara Yusif – Cahanșah sau Djahanșah (1435-1467) statul Qaraqoyunlu a devenit unul dintre cele mai puternice. Djahanșah și-a propus să obțină susținerea din partea nobilimii autohtone și a promovat o politică centristă. În timpul său au fost efectuate campanii împotrivă adepților lui Timur Lenk care cărmuiau în Iran. Armatele lui Djahanșah au ocupat pentru o perioadă chiar capitală Herat a sultanilor din Horasan.
În 1467 în luptă din Muș Djahanșah a fost infrânt de Uzun Hasan – căpetenia unei alte alianțe a triburilor turcice Ağqoyunlu. În locul statului Qaraqoyunlu s-a format statul Ağqoyunlu, a cărei capitală, de asemenea, era orașul Tabriz.